# Dockvrå
Dockvrå eller ett dockrum är ett rum eller en plats uppbyggd som ett hem i miniatyr, avsett för lek med dockor och dockvagn. Många gånger finns även möjlighet att klä ut sig, tillgång till små möbler, leksaksspis och diverse barnanpassad köksutrustning i dockvrån. En vanlig lek där är Mamma, pappa, barn. Dockvrå eller dockrum förekommer i exempelvis förskolor och fritidshem.

### Fotnoter
1. ↑  Cecilia Rodehn (26 februari 2015). ”Genusdockvrån”. Uppsala universitet. https://www.diva-portal.org/smash/get/diva2:809347/FULLTEXT01.pdf. Läst 14 juli 2017.